# Representació proporcional amb llista de partit

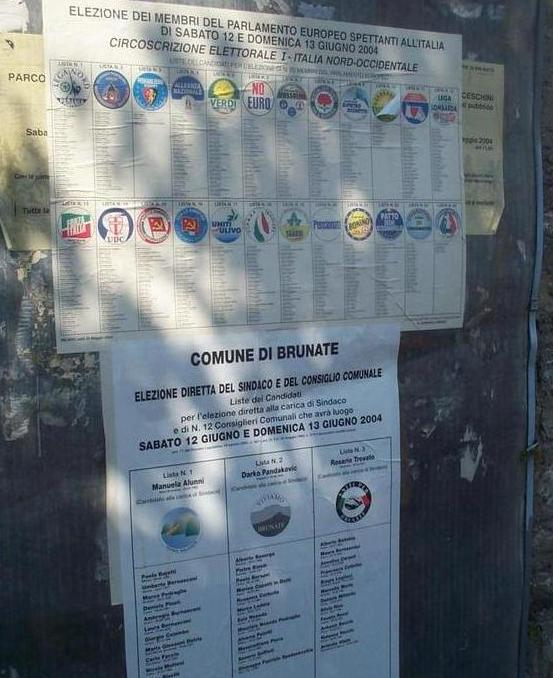
Llistes de partit penjades a l'exterior d'un centre de vot a Itàlia en ocasió de les eleccions europees de 2004

La representació proporcional amb llista de partit és una família de sistemes electorals basats en la representació proporcional en eleccions en les quals s'han d'elegir diversos candidats (per exemple, eleccions parlamentàries), cosa que es fa mitjançant una llista de partit. També es poden fer servir sistemes proporcionals amb llista de partit dins de sistemes mixtos de vot paral·lel.
En aquest sistema, els electors voten per un partit i, al final, cada partit guanya un nombre d'escons X proporcional a la quantitat de vots que hagi rebut. Els primers X candidats de la llista de partit són els que surten elegits.